# Vaio
VAIO je obchodní značka počítačů společnosti Sony. Původně jde o akronym pro Video Audio Integrated Operation, ale od roku 2008 se používá označení Visual Audio Intelligence Organizer. Logo VAIO reprezentuje sjednocení analogové a digitální technologie, slovo 'VA' vyjadřuje analogový signál a 'IO' znamená binární kód.